# Johan Marcus
Johan Marcus, född 29 september 1967, är en svensk jurist och företagsledare. Han var verkställande direktör för SACC-USA,de svensk-amerikanska handelskammarna i USA, mellan åren 2015-2021. Dessförinnan har han även innehaft roller som Vice VD Svensk Handel, Förhandlingsdirektör Posten AB,  Svensk Handelsråd i Kenya, Försäljningsdirektör Business Sweden samt medgrundare till flertalet start-ups. Han har under åren även varit styrelsemedlem i bland annat Prevent, AMREF och FORA. Han är vice ordförande i SACC-USA. 
Johan Marcus är son till konstnärinnan Ingeborg Hultcrantz Marcus och medförfattare till boken Plan B.